# Aero Geral
Aero Geral Ltda era una compagnia aerea brasiliana fondata nel 1941. Venne acquistata e fusa con VARIG nel 1952.

## Storia
Aero Geral Ltda fu fondata nel 1941 nella regione amazzonica e iniziò a volare con un singolo Monocoupe 90A nel febbraio 1942. Tuttavia, a causa di difficoltà tecniche, fu messa a terra nel 1944 e tornò operativa solo nel gennaio 1947. Nel 1947, Edgar James McLaren, un ex pilota della Panair do Brasil, progettò di lanciare delle rotte regolari nella regione amazzonica tramite gli aerei anfibi. McLaren sperava di sostituire la Panair, nel caso in cui la compagnia aerea avesse deciso di interrompere i suoi servizi nella regione, cosa che non accadde.
McLaren trovò nuovi soci in affari in Custódio Netto Junior, altro ex pilota della Panair, e Joaquim Fontes, ex direttore della stazione di Cruzeiro do Sul a Natal, e insieme rifondarono la compagnia aerea. L'Aero Geral fu quindi autorizzata a operare voli regolari tra Natal e Santos lungo la costa. I servizi iniziarono nel marzo 1947 utilizzando quattro Catalina anfibi. Negli anni successivi furono aggiunti alla flotta un Curtiss C-46 Commando e due Douglas DC-3.
Il 29 febbraio 1952 l'Aero Geral fu venduta alla VARIG. Quest'ultima ampliò così notevolmente le sue operazioni in Brasile, estendendo i servizi oltre Rio de Janeiro fino a Natal e potendo affrontare meglio la concorrenza con la Panair do Brasil e la Cruzeiro do Sul.

## Flotta
Come detto in precedenza, la flotta di Aero  partì da un singolo Monocoupe 90A, usandolo per due anni (1942-1944), per poi passare ai Consolidated PBY Catalina (5 velivoli dal 1947 al 1952), raggiunti da un Curtiss C-46 Commando (1949–1952) e da due Douglas DC-3/C-47 (1950–1952).

## Incidenti
- 2 giugno 1951: un Consolidated PBY-5A/6A Catalina, immatricolato PP-AGC, in volo da Recife a Salvador de Bahia, si schiantò nei pressi di Palame, Sergipe. Due membri dell'equipaggio morirono.